# Canale Elba-Lubecca
Il Canale Elba-Lubecca (noto anche come Canale Elba-Trave) è una via d'acqua artificiale lunga 64 chilometri sita in Germania. Collega la baia di Lubecca con il corso inferiore del fiume Elba, poco prima di raggiungere la città di Amburgo, terminando nella città di Lauenburg.

## Storia
La sua costruzione è iniziata nel 1895 ed è stata completata cinque anni dopo, nel 1900.

## Descrizione
Si trova nella parte orientale dello Schleswig-Holstein, in Germania. Collega i fiumi Elba e Trave, creando una via d'acqua interna attraverso lo spartiacque dal Mare del Nord al Mar Baltico. Il canale comprende sette chiuse e si estende per 64 chilometri tra le città di Lubecca, a nord, e Lauenburg, a sud, passando per i laghi di Mölln. Il canale moderno è stato costruito negli anni Novanta del XIX secolo per sostituire il canale di Stecknitz, una via d'acqua medievale che collegava gli stessi due fiumi.

## Tecnologia
Il canale passa attraverso due chiuse che salgono dall'Elba al punto più alto del canale e cinque chiuse che scendono dal punto più alto al fiume Trave. Ogni chiusa è stata costruita con una lunghezza interna di 80 metri e una larghezza interna di 12 metri.